# Silnice II/639
Silnice II/639 je silnice II. třídy, která spojuje jižní část okresu Pelhřimov s okresem Jihlava. Silnice začíná v Kamenici nad Lipou a končí před Kostelcem. Celková délka silnice je 34,468 km. Ve 20. století silnice byla zařazena v I. třídě a měla označení I/39. Po její degradaci na II. třídu bylo číslo 39 v jejím názvu ponecháno, a jak je u degradovaných silnic pravidlem, byla před původní číslo 39 přidána číslice 6. Navazující silnice III. tříd přečíslovány nebyly, takže se můžeme (nejen u silnice II/639) setkat se silnicemi, které mají původní číslování (např. III/0391, III/0392 atd.)

## Vedení silnice

### Okres Pelhřimov – Kraj Vysočina

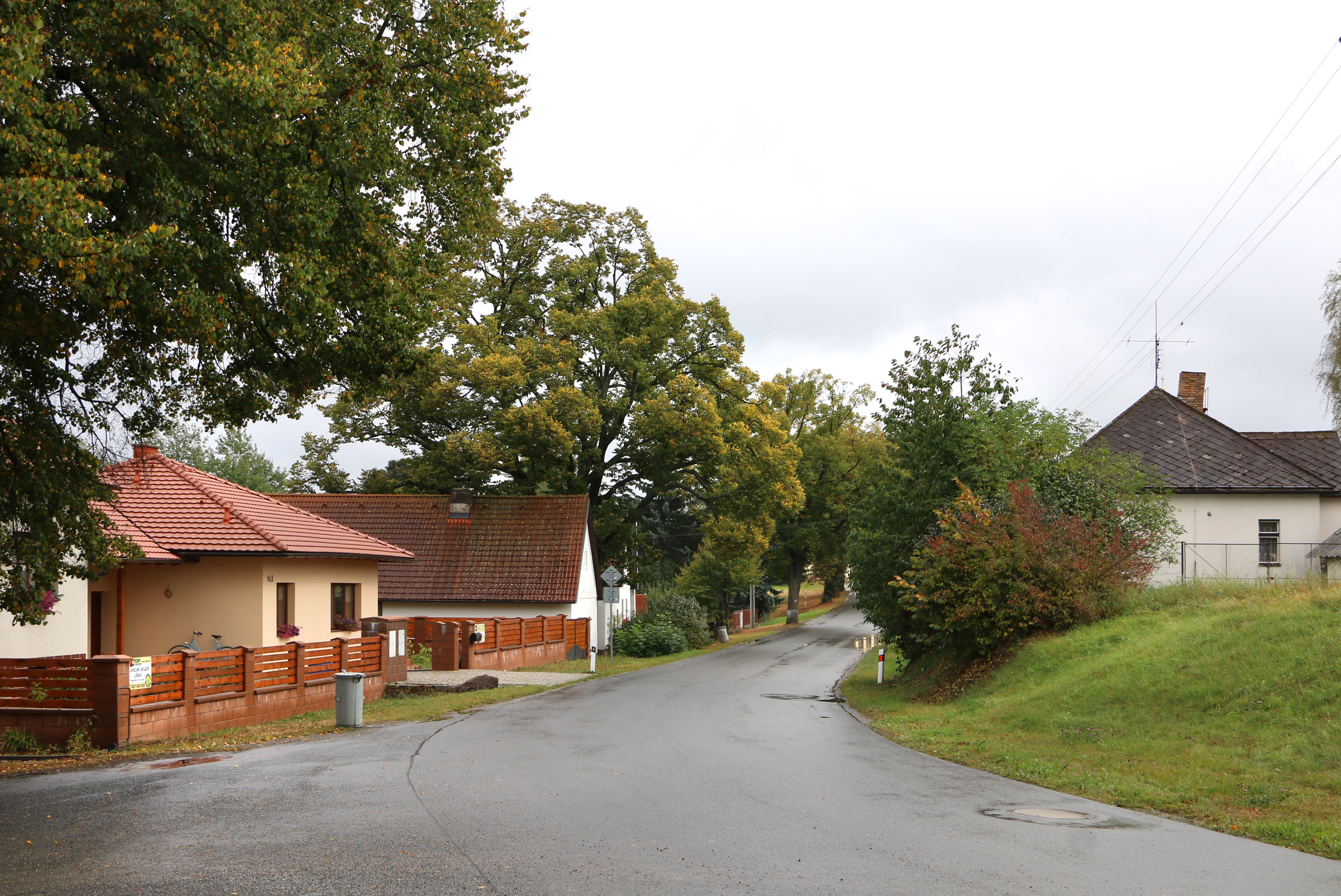
Silnice v Častrově

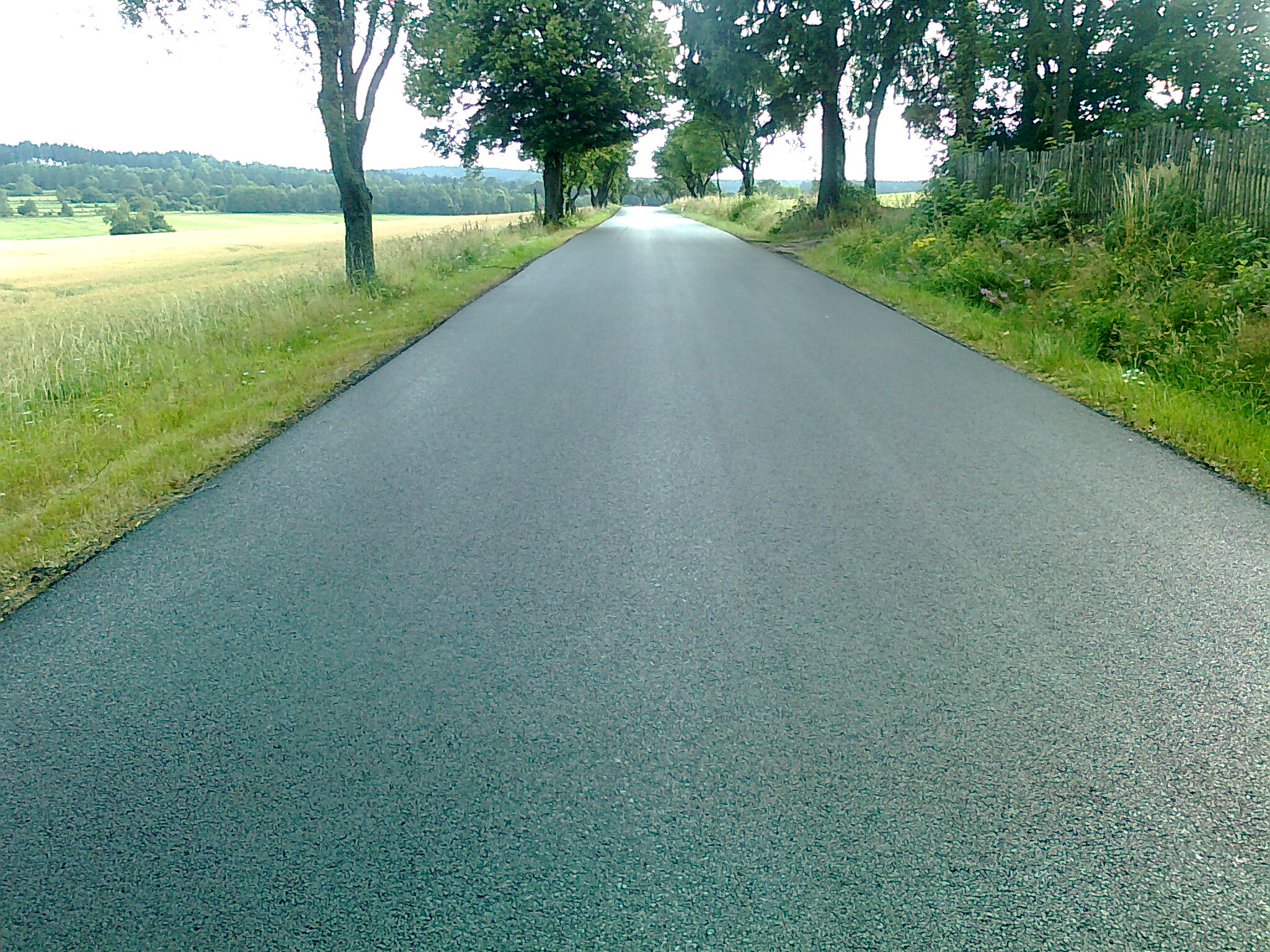
II/639 nad Pelcem

Celková délka 23,489 km – mostů: 1 – železničních přejezdů: 1.
Silnice II/639 začíná v Kamenici nad Lipou na křižovatce se silnicí II/409. Dále pokračuje přes Antonku, Pelec, Častrov, Veselou, Bělou a Hříběcí, až do Horní Cerekve, kde peážuje po II/112. Za Horní Cerekví pak následují hranice okresu Jihlava.
| Místo              | km     | Cíl                 | Poznámka                           |
| ------------------ | ------ | ------------------- | ---------------------------------- |
| Kamenice nad Lipou | 0,000  | Černovice/Žirovnice | vyústění                           |
| Kamenice nad Lipou | 0,272  | III/12819 Lidmaň    |                                    |
| Antonka            | 2,638  | III/0391 Vlasenice  |                                    |
| Častrov            | 8,999  | III/11252 Pelhřimov |                                    |
| Častrov            | 9,288  | III/40912 Žirovnice |                                    |
|                    | 10,393 | III/13213 Ctiboř    |                                    |
| Veselá             | 12,928 | III/11255 Rynárec   |                                    |
|                    | 14,652 | III/13215 Polesí    |                                    |
| Hříběcí            | 18,706 | III/0392 Turovka    |                                    |
| Horní Cerekev      | 21,196 | Benešov             | zaústění                           |
| Horní Cerekev      | 21,196 | Želetava            | vyústění                           |
|                    | 23,489 |                     | hranice okresů Pelhřimov / Jihlava |

### Okres Jihlava – Kraj Vysočina
celková délka 10,979 km – mostů: 4 – železničních přejezdů: 1
Silnice II/639 pokračuje v okresu Jihlava přes obce Bezděčín, Batelov, Dolní Cerekev a Nový Svět. Končí před Kostelcem zaústěním do silnice II/406.
| Místo     | km     | Cíl                                     | Poznámka                           |
| --------- | ------ | --------------------------------------- | ---------------------------------- |
|           | 23,489 |                                         | hranice okresů Pelhřimov / Jihlava |
| Batelov   | 25,995 | III/13424 (směr k II/134 - ul. Na Mýtě) |                                    |
| Batelov   | 26,199 | Panské Dubenky                          |                                    |
|           | 29,170 | III/1335 Rohozná                        |                                    |
|           | 29,222 | III/0394 Spělov                         |                                    |
| Nový Svět | 33,052 | III/0394 Spělov                         |                                    |
|           | 34,468 | Třešť/Kostelec                          | zaústění                           |